# José Francisco da Áustria
José Francisco Leopoldo (Viena, 9 de abril de 1799 - Viena, 30 de junho de 1807), foi o segundo filho e sétimo criança de Francisco I, o último imperador romano e sua segunda esposa, Maria Teresa de Nápoles e Sicília, filha de Fernando I das Duas Sicílias e de sua esposa Maria Carolina da Áustria. Ele era o quarto filho deles a morrer.

## Biografia
O arquiduque José Francisco nasceu no Palácio Imperial de Hofburg, onde todos os seus irmãos nasceram. A mãe de José Francisco, Maria Teresa, morreu depois de dar à luz sua irmã Amélia Teresa, que morreu pouco depois do nascimento em 1807.
Ele era uma criança animada e um dos filhos favoritos de sua mãe e possivelmente até de seu pai. 
Em 30 de junho de 1807, apenas um mês após a morte de sua mãe, o arquiduque de 8 anos morreu no Palácio de Hofburg, de febre amarela ou varíola, embora a febre amarela pareça ser a mais aceitável, já que o surto ocorreu nos Estados Unidos que em 1803 a maioria das pragas americanas se estendeu à Europa em questão de 2 a 4 anos. 
José Francisco foi enterrado na Igreja dos Capuchinhos em Viena, mais especificamente na Cripta Imperial (seu coração está enterrado na câmara de Herzgruft), o local de sepultamento de sua família.

## Genealogia
| José Francisco da Áustria | Pai: Francisco I da Áustria         | Avô paterno: Leopoldo II, Sacro Imperador Romano-Germânico | Bisavô paterno: Francisco I, Sacro Imperador Romano-Germânico |
| José Francisco da Áustria | Pai: Francisco I da Áustria         | Avô paterno: Leopoldo II, Sacro Imperador Romano-Germânico | Bisavó paterna: Maria Teresa da Áustria                       |
| José Francisco da Áustria | Pai: Francisco I da Áustria         | Avó paterna: Maria Luísa da Espanha                        | Bisavô paterno: Carlos III da Espanha                         |
| José Francisco da Áustria | Pai: Francisco I da Áustria         | Avó paterna: Maria Luísa da Espanha                        | Bisavó paterna: Maria Amália da Saxônia                       |
| José Francisco da Áustria | Mãe: Maria Teresa das Duas Sicílias | Avô materno: Fernando I das Duas Sicílias                  | Bisavô materno: Carlos III da Espanha                         |
| José Francisco da Áustria | Mãe: Maria Teresa das Duas Sicílias | Avô materno: Fernando I das Duas Sicílias                  | Bisavó materna: Maria Amália da Saxônia                       |
| José Francisco da Áustria | Mãe: Maria Teresa das Duas Sicílias | Avó materna: Maria Carolina da Áustria                     | Bisavô materno: Francisco I, Sacro Imperador Romano-Germânico |
| José Francisco da Áustria | Mãe: Maria Teresa das Duas Sicílias | Avó materna: Maria Carolina da Áustria                     | Bisavó materna: Maria Teresa da Áustria                       |